# كرايغ هايوارد
كرايغ هايوارد (بالإنجليزية: Craig Heyward)‏ هو لاعب كرة قدم أمريكية أمريكي، ولد في 26 سبتمبر 1966 في باسيك في الولايات المتحدة، وتوفي في 27 مايو 2006 في أتلانتا في الولايات المتحدة بسبب ورم الدماغ.

## وصلات خارجية
- كرايغ هايوارد على موقع مرجع كرة القدم المحترفة.كوم (الإنجليزية)